# Občina Kuzma
Občina Kuzma (slovinsky Občina Kuzma) je jednou z 212 občin ve Slovinsku. Nachází se na severovýchodě státu v Pomurském regionu na území historického Zámuří. Občinu tvoří 5 sídel, její rozloha je 22,9 km² a k 1. lednu 2017 zde žilo 1 577 obyvatel. Správním střediskem občiny je vesnice Kuzma.

## Geografie
Občina leží na severu Pomurského regionu a sousedí na severozápadě s Rakouskem a na severovýchodě s Maďarskem. Sousedními občinami jsou: Gornji Petrovci na východě, Grad na jihu a Rogašovci na západě.

## Členění občiny
Občina se dělí na sídla: Dolič, Gornji Slaveči, Kuzma, Matjaševci, Trdkova.